# Ibook G4

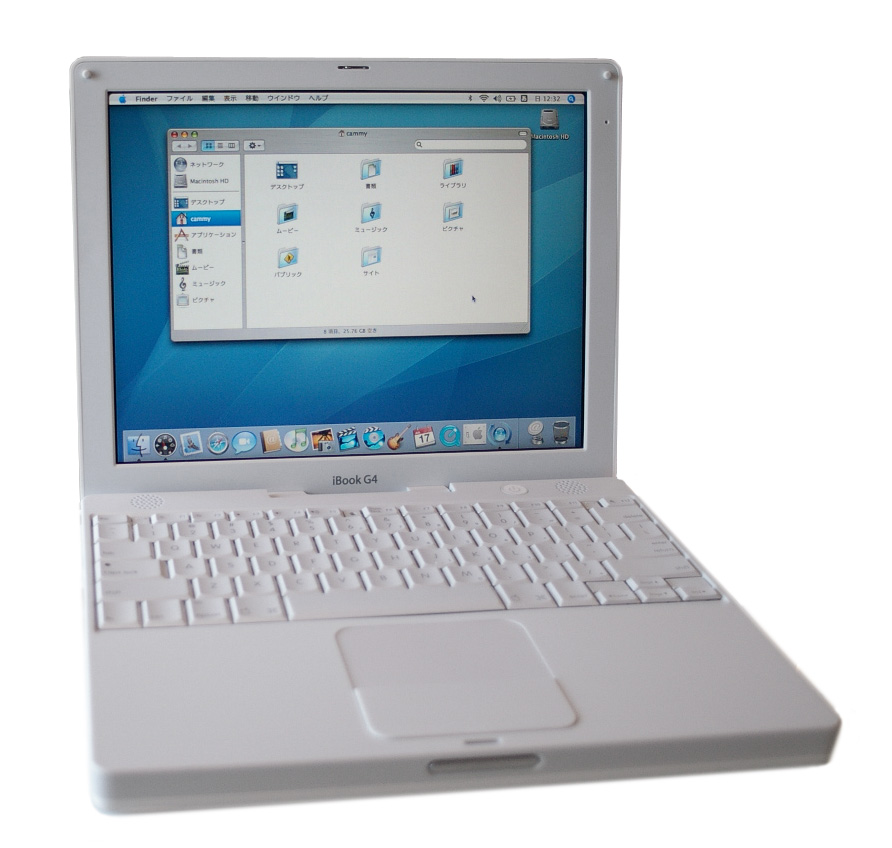
Ibook G4

Ibook G4, i kommersiellt bruk skrivet iBook G4, var en dator i Apples produktutbud. Ibook G4 drevs av Motorolas G4-processor och fanns i två storlekar: med 12 respektive 14 tums platt bildskärm, dock med samma pixelupplösning. Båda modellerna var utrustade med portar som USB, Firewire, 10/100 ethernet samt VGA- och S-video-utmatning för bildskärmsdubblering på extern bildskärm (adapter krävs för S-video). Ibook G4 var en dator mer inriktad på konsumenter än professionella användare till skillnad från den mer välutrustade Powerbook. Ibook G4 som produktnamn och dator upphörde att existera i maj 2006 och ersattes av Macbook, nu med processor från Intel.

## Historia
Mot slutet av år 2003 blev Ibook G4 den sista i Apples utbud att få G4-processorn. Därefter fick datorn bättre prestanda fram till sommaren 2005 då sista revisionen släpptes. Tidigt år 2006 kom den ersättande datorn Macbook som avlöste Ibook.